# 19 Kids and Counting
19 Kids and Counting (anteriormente 17 Kids and Counting y 18 Kids and Counting), representado gráficamente como 19 kids & Counting en su logo en pantalla, es un reality show estadounidense que se emitío en la cadena de televisión por cable TLC durante siete años, hasta su cancelación en 2015. La serie presenta a la familia Duggar: los padres Jim Bob y Michelle Duggar y sus 19 hijos - nueve chicas y diez chicos -, todos con nombres que comienzan por la letra "J".
La serie de telerrealidad se centra en la vida de la familia Duggar quiénes son devotos Bautistas Independientes, y frecuentemente discuten valores de pureza, modestia y fe en Dios. Los Duggar evitan los métodos anticonceptivos declarando que han decidido dejar que Dios determine el número de hijos que tienen. Todos de los niños estudian en casa y el acceso al entretenimiento, como películas y televisión, está limitado. Practican cortejo con carabina, donde las parejas se conocen en grupos. Los valores presentados en la serie han sido asociado con el movimiento Quiverfull, el cual ha sido descrito como promotor de la conformidad familiar estricta, jerarquías de hombres y papeles sumisos para mujeres. Los Duggar no se identifican a sí mismos como Quiverfull cristianos.
La serie empezó el 29 de septiembre de 2008 y concluyó el 19 de mayo de 2015. Fue el show más popular de TLC, con una media de 2.3 millones de espectadores por episodio nuevo en la temporada 10, y puntuando en Nielsen como "Cable Top 25".
El 22 de mayo de 2015, TLC suspendió la serie cuando el hijo mayor de los Duggar, Josh, públicamente se disculpó para haber "actuado inexcusablemente" después de abusar sexualmente de cinco chicas, incluyendo alguna de sus hermanas. Estos acontecimientos ocurrieron en 2002 y 2003, cuando él tenía 14 y 15 años de edad, y con anterioridad al principio de la serie. El 16 de julio de 2015, TLC anunció que la serie se cancelaba oficialmente y no continuará con la producción.

## Antecedentes
Los Duggar viven en Tontitown, Arkansas (aunque informes de impuestos de la propiedad muestran una dirección de Springdale) y originalmente aparecieron en varios especiales de una hora para TLC y Discovery Health, principalmente centrados en cuatro de los últimos cinco partos de Michelle.
Jim Bob Duggar tiene una hermana mayor, Deanna, que ocasionalmente aparece en la serie. Michelle Duggar tiene seis hermanos. La pareja se conoció a principios de la década de los 80 cuando Duggar y un compañero de la iglesia realizaron una visita a la conversión religiosa de Michelle. Los Duggar se casaron el 21 de julio de 1984, justo después de la graduación de instituto de Michelle Duggar. Cuando se casaron, ella tenía 17 años y él 19; ninguno de los dos asistió a la universidad. Juntos, abrieron un negocio de coches de segunda mano seguido de otro de remolques; ambos son agentes inmobiliarios licenciados.
Los Duggar escogieron esperar antes de tener hijos usando píldoras de control de nacimiento en los primeros años de su matrimonio. Su hijo mayor, Joshua, nació en 1988. Volvieron a utilizar anticonceptivos orales después del nacimiento de Josh pero concibieron otra vez a pesar de esta precaución. Michelle sufrió un aborto. Michelle ha mencionado que nombraron al niño Caleb, a pesar de no saber el sexo de la criatura. Los Duggar creyeron que el aborto se debió a su uso de anticonceptivos y decidieron parar de utilizarlos. A partir de ese momento acordaron dejar que Dios determinase el número de hijos que tendrían. Michelle pronto se quedó embarazada otra vez, esta vez de los gemelos Jana y John-David. Michelle ha dado a luz 17 veces (dos veces a gemelos) durante un período de 21 años y medio, aproximadamente un nacimiento cada 15 meses.
El alto número de niños se relaciona en parte con sus creencias bautistas fundamentales que prohíben la anticoncepción. Solo ven programas que consideran para toda la familia y varios acontecimientos históricos. Su servicio de Internet está filtrado. Adhieren ciertos estándares de modestia en ropa de acuerdo con sus creencias religiosas. Los pantalones cortos y las camisetas de tirantes están prohibidas, y las mujeres no llevan faldas por encima de la rodilla. Según Michelle Duggar, tales estándares son mandados por las escrituras,  "Dios habla sobre el muslo descubierto cómo aquello que es desnudez y vergüenza ."  Michelle añadió que tal vestimenta "defrauda" a otros o -como ella dice- arriesga despertar "deseos en alguien más que no puede cumplirlos completamente."  Evitan las playas y las áreas de natación pública "porque es demasiado duro para los chicos intentar mantener sus ojos fuera de esas situaciones". Las mujeres de la familia no se cortan el cabello corto, mientras que los hombres se afeitan y llevan el pelo corto. Practican el cortejo con carabina, donde la pareja se conoce en grupos. Los Duggar describen esto como  "citas con un propósito".
Los niños estudian en casa utilizando materiales de un gran número de fuentes, incluyendo "Switched On Schoolhouse", Institute in Basic Life Principles (IBLP), y Accelerated Christian Education (ACE). Muchos de los niños mayores utilizan el Programa CollegePlus! para estudios postsecundarios.
Los Duggar usan un sistema de compañeros para criar a sus niños, en el cual al niño mayor se le asigna un hermano más joven y asiste a sus cuidados primarios. Según Michelle, "ayudan con su lecciones de fonética y juegan durante el día y les ayudan a practicar sus lecciones de música. Jugarán con ellos o les ayudan a elegir el color de su ropa para el día, y ese tipo de cosas."
Michelle Duggar ganó el "Premio Madre Joven del Año" 2004 en Arkansas, que está patrocinado por American Mothers Incorporated.
Jim Bob Duggar sirvió como miembro republicano de la Cámara de Representantes de Arkansas de 1999 a 2002. Fue derrotado en el nombramiento para el Senado de EE. UU. por Tim Hutchinson en 2002 que obtuvo 71,576 votos contra los 20,546 de Duggar. Más tarde se convirtió en agente inmobiliario e inversor. Los ingresos de los Duggar derivan de alquileres de locales comerciales que poseen.
La construcción de la casa de 7,000 pies cuadrados (650 metros cuadrados) empezó en 2000 cuando compraron la parcela y pidieron dos marcos de acero. Uno de los marcos no fue perforado correctamente, así que los Duggar recibieron un tercer marco qué sirvió para hacer la habitación de las chicas y la cocina industrial. La empresa Discovery Networks los ayudó encontrando albañiles locales de Arkansas. La casa se completó el 20 de enero de 2006. La pintura, decoración, mobiliario, electrodomésticos, y otros—como una despensa—fueron proporcionadas por Discovery Networks y patrocinadores corporativos como parte del especial televisivo de una hora titulado 16 Children and Moving In.

## Acontecimientos durante la serie

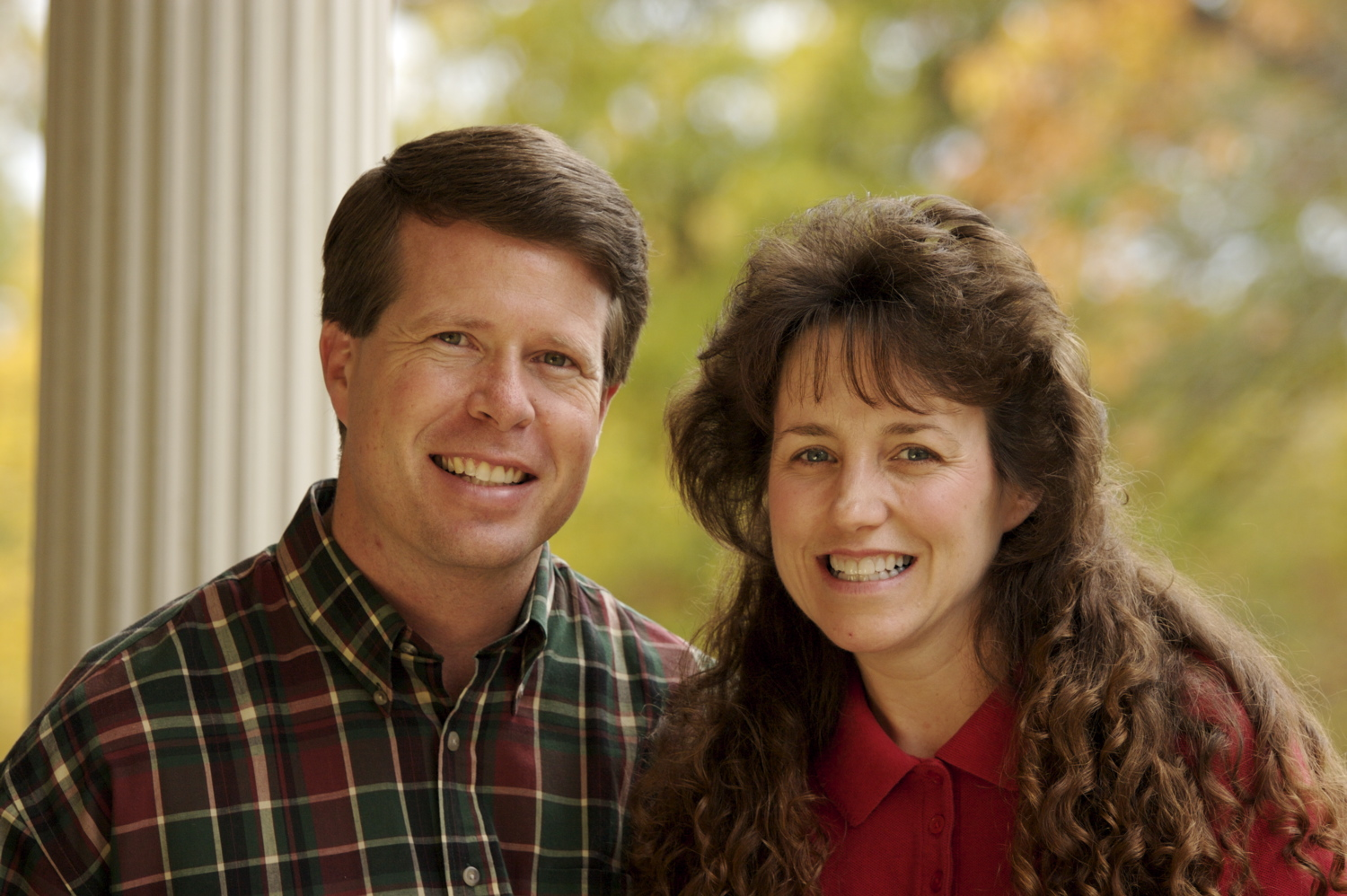
Jim Bob y Michelle Duggar

Michelle Duggar dio a luz por cesárea a Josie Brooklyn Duggar el 10 de diciembre de 2009, a los seis meses de embarazo. Apresurados al hospital por cálculos biliares, los doctores descubrieron que Michelle Duggar tenía preeclamsia y se le practicó una cesárea de emergencia. Josie Duggar fue un bebé prematuro que pesó menos de medio kilo. El 6 de abril de 2010, después de casi cuatro meses en el hospital, los Duggar pudieron llevarse al bebé a su casa temporal de alquiler en Little Rock, mientras esperaban al alta hospitalaria para llevarla a su hogar en Tontitown.
Los Duggar llevaron a Josie a su hogar en Tontitown el 23 de junio de 2010. Michelle dijo que Josie estaba mejorando y que había ganado casi nueve libras. En diciembre de ese año ya pesaba 15 libras i 12 onzas.
El 2 de diciembre de 2008 salió a la venta el libro de Jim Bob y Michelle Duggar The Duggars: 20 and Counting!. Su segundo libro, A Love That Multiplies, fue lanzado el 7 de junio de 2011.
El 8 de noviembre de 2011, Michelle Duggar y su familia aparecieron en el programa de la NBC, Today Show para anunciar que estaban esperando su vigésimo hijo. El 8 de diciembre de 2011 los Duggar anunciaron que Michelle había sufrido un aborto. Seis días después, celebraron un funeral por la bebé no nacida a que habrían llamado Jubilee Shalom (que significa celebración y paz).
A lo largo del programa varios de los hijos de la familia se han casado y han tenido hijos. En 2008 el mayor de los hijos de los Duggar, Josh se casó con Anna Keller. La pareja tiene cinco hijos: Mackynzie (n.2009), Michael (n.2011), Marcus (n.2013), Meredith (n.2015) y Mason (n.2017). Jill Duggar se casó en junio de 2014 con Derick Dillard. La pareja tiene dos hijos: Israel (n.2015) y Samuel (n.2017). Jessa Duggar fue la tercera hija de los Duggar en casarse. Lo hizo en noviembre de 2014 con Ben Seewald después de once meses de cortejo. Juntos son padres de dos niños: Spurgeon (n.2015) y Henry (n.2017). La cuarta Duggar en casarse fue Jinger Duggar, que se casó con Jeremy Vuolo en noviembre de 2016. El 26 de mayo de 2017 Joy-Anna se casó con Austin Forsyth. En agosto de 2017 la pareja anunció que estaba esperando su primer hijo. El 8 de septiembre de 2017 Joseph Duggar se casó con Kendra Caldwell, a la que le pidió matrimonio en la boda de su hermana Joy.

## Controversias

### Puntos de vista sobre temas LGBT
La familia Duggar ha generado controversias debido a sus puntos de vista en temas LGBT. En agosto de 2014, Michelle Duggar grabó un robocall político a raíz de la legislación que afectaba a las personas transgénero, a lo cual The Huffington Post describió como “transfóbico” y The Washington Post describió como "anti-anti-discrimination". El robocall incluye a Michelle diciendo: "El Fayetteville City Council está votando una ordenanza este martes por la tarde que permitía a las hombres - sí he dicho hombres - usar los aseos de mujeres y niñas, vestuarios, duchas, zonas de dormir y otras áreas designadas solo para mujeres. No creo que los ciudadanos de Fayetteville quieran que hombres con un pasado  de depredadores de niños que afirman ser mujeres tengan derecho legal para entrar en las áreas privadas reservadas para mujeres y chicas". En respuesta a este robocall, se empezó una petición en Change.org pidiendo a TLC que cancelase la serie 19 Kids and Counting, la cual recibió más de 100,000 firmas. Una petición pidiendo que TLC dejase la serie en el aire se comenzó como respuesta a la petición de cancelación.
En noviembre de 2014, los Duggar pidieron a parejas casadas que se tomasen una fotografía mientras se besaban y que la compartiesen en su página de Facebook. Varios usuarios notaron que las fotos de parejas del mismo sexo fueron eliminadas de la página de Facebook de los Duggar. Mientras trabajaba para el Family Research Council, el hijo mayor de los Duggar, Josh Duggar, dijo “verdaderamente creo que cada niño merece una madre y un padre”; el Family Research Council ha sido etiquetado como anti-gay por el Southern Poverty Law Center, con SPLC diciendo que fueron designados como tal debido a su publicación de "propaganda anti-gay".  Josh Duggar ha sido descrito como un "activista anti-gay" por GLAAD.

### La revelación de abusos sexuales de Josh
El 1 de mayo de 2015, un informe policial de 2006 fue reveló al público por la revista In Touch Weekly, declarando las alegaciones de abusos sexuales del hijo mayor de los Duggar, Josh Duggar. El informe declara que entre 2002 y 2003, Josh —que entonces tenía 14 y 15 años de edad— acarició a cinco chicas, incluyendo a cuatro de sus hermanas, tocando sus pechos y su zona genital en múltiples ocasiones cuando ellas dormían y en otras ocasiones mientras ellas estaban despiertas. Estos acontecimientos ocurrieron con anterioridad al comienzo de emisión de la serie. El caso nunca fue plenamente investigado y el asunto ya ha prescrito. El 22 de mayo de 2015, TLC quitó todas las reposiciones de la serie que se preveían emitir según su calendario de programación, con la declaración, "estamos profundamente entristecidos y atribulados por esta situación desgarradora, y nuestros pensamientos y las oraciones están con los familiares y víctimas en este tiempo difícil."
A raíz de la controversia, más de 20 anunciantes, incluyendo General Mills, Walgreens, Payless ShoeSource, Choice Hotels, Pizza Hut, Sweet Leaf Tea y Crayola anunciaron que quitaban sus anuncios de la serie; Hulu también eliminó la serie de su catálogo. La reacción del público a dicha revelación fue emitir varias peticiones pidiendo a TLC cancelar la serie en Change.org, citando el conflicto entre los hechos ocurridos y la promoción en la serie de los valores familiares.
Josh, junto a su mujer y sus padres, respondieron a las revelaciones. Josh se disculpó declarando que había "actuado inexcusablemente" y dimitió de su puesto en el Family Research Council. Anna declaró que ella conocía las acciones de Josh desde dos años de casarse, y que creía que el asesoramiento que recibió después de los incidentes "le cambió la vida". Los Duggar describieron esta época como un período oscuro en sus vidas y dijeron que causó que su familia "buscase a Dios como nunca antes". Realizaron una entrevista con Megyn Kelly en el programa de Fox News Channel, The Kelly File el 3 de junio de 2015 donde respondieron preguntas acerca del escándalo.
El 23 de mayo de 2015, TMZ informó que fuentes internas de TLC estaban considerando múltiples opciones sobre el futuro del programa de telerrealidad incluyendo la cancelación de la serie; la continuación de la serie; o la continuación de la serie sin Josh.

### Cancelación
El 16 de julio de 2015, Discovery Communications, compañía a la que pertenece TLC, confirmó a CNN que la serie se cancelaba oficialmente y que toda la futura producción cesaría. A raíz de las alegaciones, la cadena anunció que produciría un documental especial de una hora libre de anuncios sobre abuso infantil, que incluiría a Jill y Jessa.
TLC pagó a la familia Duggar entre 25,000 y 45,000 dólares estadounidenses por episodio. Debido a la cancelación de la serie, la pérdida de respaldo, las conferencias en público y los libros basados en la serie, resultaría en la familia una pérdida de aproximadamente 25 millones de dólares estadounidenses al año.

### Spin-Off
En septiembre de 2015, TLC anunció que había llegado a un acuerdo con los Duggar para producir especiales centrándose en Jill Duggar y Jessa Duggar, dos de las hijas de la familia Duggar, siendo el primer episodio emidio a finales de 2015. El reality show titulado Counting On cuenta con 5 temporadas y, desde septiembre de 2017 se está emitiendo la sexta temporada. En las primeras temporadas de dicho reality no aparece Josh Duggar aunque su mujer Anna Duggar y sus hijos han aparecido en numerosos episodios. En mayo de 2017 se anunció que Josh volvería a aparecer en el reality de televisión.

### Arresto de Josh Duggar
En abril de 2021 saltó la noticia de que Josh Duggar había sido arrestado por la policía en Arkansas y puesto a disposición judicial. Se le acusa de haber descargado pornografía infantil en mayo de 2019. En diciembre de 2021 se le encontró culpable de los cargos.

## Recepción
Arnold Hamilton de La Mañana de Dallas Noticias describió 19 Kids and Counting como "parte de La Casa de la Pradera y parte Tuyos, Míos & Nuestros, excepto por el hecho que la única mezcla de esta familia con la vida real ocurre con una precisión de comida de restaurante.”  Describe a los Duggar como intérpretes “contra la tendencia”, considerando el censo de EE. UU. de 2002 encontrado que solo 0.3 por ciento de mujeres de entre 15 a 44 años de han dado a luz a siete o más niños y que este número ha declinado firmemente desde 1976.
En un artículo de opinión para el El Observador de Nueva York, Nina Burleigh describió a los Duggar como "Buena televisión; buen veneno de rata cubierto de azúcar, políticamente hablando", refiriéndose a la actividad política de los Duggar tales como su oposición a aborto y sus esfuerzos de presionar contra cualquier legislación que permita a las personas transgénero usar los aseos público que se identifiquen con su identidad de género.
En un artículo publicado en el Journal of Religion and Popular Culture, Christy Mesaros-Winckles describió a los Duggar como "portavoces no oficiales del movimiento Quiverfull". Refiriéndose a la primera temporada de la serie, Mesaros-Winckles dijo que los Duggar se presentaron a sí mismos y a sus creencias religiosas con el mensaje "sutil y perturbador" de conformidad y "jerarquía masculina rígida" asociada con el movimiento Quiverfull. Mesaros-Winckles afirma que la serie proporciona una plataforma para la legalización del movimiento, mientras minimizan "los papeles de género patriarcales y la estricta conformidad familiar". También dijo que los Duggar "intentan convencer a la audiencia de que su manera de vivir es la mejor para criar hijos sanos y piadosos" y que una gran familia es un "mandato bíblico". Concluyó que, a pesar del pequeño tamaño del movimiento Quiverfull,  la serie 19 Kids and Counting ha puesto el movimiento al primer plano de la cultura estadounidense.
La feminista Amanda Marcotte se refirió a los Duggar como parte del “movimiento de patriarcado cristiano", el cual describe como intercambiable con el movimiento Quiverfull, diciendo que los Duggar promueven valores sexistas que van en contra de la corriente principal de la cultura estadounidense. Los Duggar han afirmado que no son parte del movimiento Quiverfull declarando que "somos sencillamente cristianos que creen en la Biblia y que desean seguir la palabra de Dios y aplicarla a nuestras vidas".

## La familia Duggar
Padres
- James Robert "Jim Bob" Duggar: Arkansas; 18 de julio de 1965 (60 años); hijo de Jimmy Lee Duggar (1936-2009) y Mary Leona Lester (1941-2019); hermano de Deanna L. y tío de Amy Rachelle.[64]
- Michelle Annette Ruark: Ohio; 13 de septiembre de 1966 (58 años); hija de Garrett Floyde Ruark Sr. (1924-2010) y Ethel Hardin (1927-1991); hermana menor de Carolyn Ann, Pamela Ethel, Freda Louise (1948–2015), Evelyn Alice, Kathie Ann (1952–2013) y Garrett Floyd Jr.[64]

Aniversario de boda: 21 de julio de 1984
Tienen 19 hijos biológicos (10 chicos y 9 chicas), más dos abortados, Caleb y Jubilee, en 1989 y 2011 respectivamente; y uno adoptado, Tyler Hutchinson (nacido el 10 de febrero de 2008); hijo de la hermana de Michelle, Carolyn.
Hijos
|    | Nombre              | Fecha de nacimiento               | Notas                                                  |
| -- | ------------------- | --------------------------------- | ------------------------------------------------------ |
| 1  | Joshua James        | 3 de marzo de 1988 (37 años)      | Casado con Anna Keller, con tres hijos y cuatro hijas. |
| 2  | Jana Marie          | 12 de enero de 1990 (35 años)     | Casada con Stephen Wissman y esperando su primer hijo. |
| 3  | John-David          | 12 de enero de 1990 (35 años)     | Casado con Abbie Burnett, con un hijo y una hija.      |
| 4  | Jill Michelle       | 17 de mayo de 1991 (34 años)      | Casada con Derick Dillard, con tres hijos.             |
| 5  | Jessa Lauren        | 4 de noviembre de 1992 (32 años)  | Casada con Ben Seewald, con cuatro hijos y dos hijas.  |
| 6  | Jinger Nicole       | 21 de diciembre de 1993 (31 años) | Casada con Jeremy Vuolo, con un hijo y dos hijas.      |
| 7  | Joseph Garrett      | 20 de enero de 1995 (30 años)     | Casado con Kendra Caldwell, con dos hijos y dos hijas. |
| 8  | Josiah Matthew      | 28 de agosto de 1996 (28 años)    | Casado con Lauren Swanson, con dos hijos y dos hijas.  |
| 9  | Joy-Anna            | 28 de octubre de 1997 (27 años)   | Casada con Austin Forsyth, con dos hijos y una hija.   |
| 10 | Jedidiah Robert     | 30 de diciembre de 1998 (26 años) | Casado con Katelyn Nakatsu, con un hijo y tres hijas.  |
| 11 | Jeremiah Robert     | 30 de diciembre de 1998 (26 años) | Casado con Hannah Wissmann, con tres hijas.            |
| 12 | Jason Michael       | 21 de abril de 2000 (25 años)     | Casado con Madison Jones.                              |
| 13 | James Andrew        | 7 de julio de 2001 (24 años)      |                                                        |
| 14 | Justin Samuel       | 15 de noviembre de 2002 (22 años) | Casado con Claire Spivey.                              |
| 15 | Jackson Levi        | 23 de mayo de 2004 (21 años)      |                                                        |
| 16 | Johannah Faith      | 11 de octubre de 2005 (19 años)   |                                                        |
| 17 | Jennifer Danielle   | 2 de agosto de 2007 (18 años)     |                                                        |
| 18 | Jordyn-Grace Makiya | 18 de diciembre de 2008 (16 años) |                                                        |
| 19 | Josie Brooklyn      | 10 de diciembre de 2009 (15 años) |                                                        |

### La familia de Josh
En junio de 2008 la familia Duggar anunció que Joshua "Josh" James Duggar estaba comprometido con Anna Renée Keller - nacida el 23 de junio de 1988 en el condado de Putnam (Florida); hija de Michael Keller y Lillie Suzette Stembridge; quinta de ocho hijos: Esther Joy, Rebekah Ann, Daniel Michael, Priscilla Lynn, Susanna "Suze" Grace, Nathan Edward y David Nathaniel.
El 26 de septiembre de 2008 la pareja se casó en Florida.
Tienen siete hijos cuyos primeros nombres empiezan con la letra "M": Mackynzie Renée, Michael James, Marcus Anthony, Meredith Grace Mason Garrett, Maryella Hope, y Madyson Lily. Además, sufrieron un aborto en 2010.
|   | Nombre                 | Fecha de nacimiento               |
| - | ---------------------- | --------------------------------- |
| 1 | Mackynzie Renée Duggar | 8 de octubre de 2009 (15 años)    |
| 2 | Michael James Duggar   | 15 de junio de 2011 (14 años)     |
| 3 | Marcus Anthony Duggar  | 2 de junio de 2013 (12 años)      |
| 4 | Meredith Grace Duggar  | 19 de julio de 2015 (10 años)     |
| 5 | Mason Garrett Duggar   | 12 de septiembre de 2017 (7 años) |
| 6 | Maryella Hope Duggar   | 27 de noviembre de 2019 (5 años)  |
| 7 | Madyson Lily Duggar    | 23 de octubre de 2021 (3 años)    |

### La familia de Jana
El 15 de junio de 2024 Jana Marie Duggar se comprometió con Stephen Gerald Wissmann - nacido el 15 de julio de 1993. Wissmann es hijo de Loren y Gloria Wissmann y proviene de una familia fundamentalista. Tiene un total de doce hermanos.
La pareja se casó el 15 de agosto de 2024 en The Grand en Willow Springs en Prairie Grove, Arkansas delante de quinientos invitados. Desde su boda, los Wissmann viven en  Milford, Nebraska.
En agosto de 2025 anunciaron que estaban esperando su primer hijo para principios de 2026.
|   | Nombre        | Fecha de nacimiento |
| - | ------------- | ------------------- |
| 1 | Bebé Wissmann | Enero de 2026       |

### La familia de John-David
En la primavera de 2018 la familia Duggar anunció que John-David Duggar estaba comprometido con Abbie Grace Burnett - nacida el 16 de abril de 1992 en Oklahoma; hija de John Burnett y Cheryl Clay; cuarta de ocho hijos: John-Clay (casado con dos hijos), Hannah Joy (casada con tres hijos), Caleb Andrew (casado), ella, Charity Faith (casada con un hijo), las gemelas Maggie Ruth y Corinna Elizabeth y Benjamin Josiah.
La pareja se casó el 3 de noviembre de 2018 en Arkansas. 
Tienen dos hijos: Grace Annette y Charlie.
|   | Nombre               | Fecha de nacimiento               |
| - | -------------------- | --------------------------------- |
| 1 | Grace Annette Duggar | 7 de enero de 2020 (5 años)       |
| 2 | Charlie Duggar       | 12 de septiembre de 2022 (2 años) |

### La familia de Jill
En marzo de 2014 la familia Duggar anunció que Jill Michelle Duggar estaba comprometida con Derick Michael Dillard - nacido el 9 de marzo de 1989 en Arkansas; hijo de Richard "Rick" W. Dillard (1957-2008) y Cathy L.; hermano mayor de Daniel David.
El 21 de junio de 2014 la pareja se casó en Springdale (Arkansas). En agosto de 2014 los dos anunciaron que estaban esperando su primer hijo, tan solo ocho semanas después de casarse.
Tienen tres hijos: Israel David, Samuel Scott y Frederick Michael. Además, sufrieron un aborto espontáneo en otoño de 2021. En marzo de 2024 sufrieron un aborto; su hija se habría llamado Isla Marie Dillard. 
El 18 de julio de 2015, los Dillard anunciaron que se iban de misioneros con su hijo a Centroamérica.
|   | Nombre                    | Fecha de nacimiento          |
| - | ------------------------- | ---------------------------- |
| 1 | Israel David Dillard      | 6 de abril de 2015 (10 años) |
| 2 | Samuel Scott Dillard      | 9 de julio de 2017 (8 años)  |
| 3 | Frederick Michael Dillard | 7 de julio de 2022 (3 años)  |

### La familia de Jessa
En agosto de 2014 la familia Duggar anunció que Jessa Lauren Duggar estaba comprometida con Benjamin "Ben" Michael Seewald - nacido el 19 de mayo de 1995 en Hot Springs (Arkansas); hijo de Michael y Guinn; hermano mayor de Jessica Lane, Danielle Grace, Michelle Alaine, Ethan Matthew, Faith Elisabeth y Thomas Jackson.
El 1 de noviembre de 2014 la pareja se casó en Bentonville (Arkansas), delante de más de 1.000 invitados.
Tienen seis hijos: Spurgeon Elliot Henry Wilberforce Ivy Jane,  Fern Elliana,  George Augustine y Edward Owen. Además sufrieron dos abortos espontáneos, uno en otoño de 2020 y otro en diciembre de 2022.
|   | Nombre                           | Fecha de nacimiento              |
| - | -------------------------------- | -------------------------------- |
| 1 | Spurgeon Elliot "Quincy" Seewald | 5 de noviembre de 2015 (9 años)  |
| 2 | Henry Wilberforce Seewald        | 6 de febrero de 2017 (8 años)    |
| 3 | Ivy Jane Seewald                 | 26 de mayo de 2019 (6 años)      |
| 4 | Fern Elliana Seewald             | 18 de julio de 2021 (4 años)     |
| 5 | George Augustine Seewald         | 19 de diciembre de 2023 (1 años) |
| 6 | Edward Owen Seewald              | 26 de julio de 2025 (0 años)     |

### La familia de Jinger
En julio de 2016 la familia Duggar anunció que Jinger Nicole Duggar estaba comprometida con Jeremy Joseph Vuolo - nacido el 5 de septiembre de 1987 en Downingtown (Pensilvania); hijo de Charles Sr. y Diana; hermano menor de Charles Jr. y Valerie.
El 5 de noviembre de 2016 la pareja se casó en Siloam Springs (Arkansas), en una ceremonia oficiada por el padre del novio, Charles Vuolo. Desde su boda, los Vuolo viven en Los Ángeles (California). 
Tienen tres hijos: Felicity Nicole, Evangeline Jo y Finnegan Charles. Sufrieron un aborto espóntaneo en noviembre de 2019, antes de tener a su segunda hija.
|   | Nombre                 | Fecha de nacimiento              |
| - | ---------------------- | -------------------------------- |
| 1 | Felicity Nicole Vuolo  | 19 de julio de 2018 (7 años)     |
| 2 | Evangeline Jo Vuolo    | 22 de noviembre de 2020 (4 años) |
| 3 | Finnegan Charles Vuolo | 29 de marzo de 2025 (0 años)     |

### La familia de Joseph
El 26 de mayo de 2017, durante la boda de su hermana Joy-Anna, Joseph Garrett Duggar se comprometió con Kendra Renée Caldwell – nacida el 10 de agosto de 1998; hija de Paul Caldwell y Christina Hamrick; hermana mayor de Lauren Hope, Micah Joel, Nathan Paul, Timothy, Olivia Grace, Jesiah Mathew, Isaiah Gabriel, Moriah Faith.
El 8 de septiembre de 2017 la pareja se casó en Siloam Springs, Arkansas, en una ceremonia oficiada por el padre de la novia. Los Duggar viven en Springdale, Arkansas.
Tienen cuatro hijos: Garrett David, Addison Renée, Brooklyn Praise, y Justus.
|   | Nombre                 | Fecha de nacimiento             |
| - | ---------------------- | ------------------------------- |
| 1 | Garrett David Duggar   | 8 de junio de 2018 (7 años)     |
| 2 | Addison Renée Duggar   | 2 de noviembre de 2019 (5 años) |
| 3 | Brooklyn Praise Duggar | 19 de febrero de 2021 (4 años)  |
| 4 | Justus Duggar          | 26 de junio de 2022 (3 años)    |

### La familia de Josiah
En marzo de 2018 la familia Duggar anunció que Josiah "Si" Matthew Duggar estaba comprometido con Lauren Milagro Swanson  - nacida el 18 de mayo de 1999; hija de Dwain Charles y Lana L.; hermana mayor de Lily, David, Lydia, Daniel, Dustin, Drew, Luci, Duke y Dallas.
El 30 de junio de 2018 la pareja se casó en Siloam Springs, Arkansas, en una ceremonia oficiada por el padre de la novia, Dwain Swanson. Los Duggar viven en Rogers, Arkansas.
Tienen cuatro hijos: Bella Milagro, Daisy Lauren, Ezra Robert y un niño. Sufrieron un aborto en otoño de 2018. 
|   | Nombre               | Fecha de nacimiento             |
| - | -------------------- | ------------------------------- |
| 1 | Bella Milagro Duggar | 8 de noviembre de 2019 (5 años) |
| 2 | Daisy Lauren Duggar  | 16 de marzo de 2022 (3 años)    |
| 3 | Ezra Robert Duggar   | 3 de mayo de 2023 (2 años)      |
| 4 | Bebé Duggar          | Febrero de 2025                 |

### La familia de Joy-Anna
En marzo de 2017 la familia Duggar anunció que Joy-Anna Duggar estaba comprometida con Austin Martyn Forsyth - nacido el 13 de diciembre de 1993 en Arkansas; hijo de Terry Lynn Forsyth y Roxanne W. Waters; hermano de Meagan Elizabeth y hermanastro por parte de padre de Brandon Lynn y Rachael Marie.
El 26 de mayo de 2017 la pareja se casó en Arkansas delante de casi mil invitados.
Tienen tres hijos: Gideon Martyn, Evelyn Mae y Gunner James. En julio de 2019 sufrieron un aborto; su hija se habría llamado Annabell Elise Forsyth. 
|   | Nombre                | Fecha de nacimiento            |
| - | --------------------- | ------------------------------ |
| 1 | Gideon Martyn Forsyth | 23 de febrero de 2018 (7 años) |
| 2 | Evelyn Mae Forsyth    | 21 de agosto de 2020 (4 años)  |
| 3 | Gunner James Forsyth  | 17 de mayo de 2023 (2 años)    |

### La familia de Jedidiah
En marzo de 2021 se hizo público el compromiso de Jedidiah Robert Duggar con Katelyn Koryn Nakatsu - nacida el 29 de julio de 1998. La pareja se había comprometido el día de San Valentín de ese año. Katelyn es hija de Korey Nakatsu y Kim Nakatsu; sus padres están divorciados y su padre está casado con Kerry Nakatsu. Tiene una hermana llamada Lauren. Los Nakatsu residían en Arizona pero en diciembre de 2020 compraron una casa y se trasladaron a Springsdale, Arkansas.
La pareja se casó el 3 de abril de 2021 en Arkansas.
Tienen cuatro hijos: Truett Oliver, Nora Kate, Elsie Kate y Emma Kate.
|   | Nombre               | Fecha de nacimiento         |
| - | -------------------- | --------------------------- |
| 1 | Truett Oliver Duggar | 2 de mayo de 2022 (3 años)  |
| 2 | Nora Kate Duggar     | 24 de mayo de 2023 (2 años) |
| 3 | Elsie Kate Duggar    | 8 de enero de 2025 (0 años) |
| 4 | Emma Kate Duggar     | 8 de enero de 2025 (0 años) |

### La familia de Jeremiah
El 6 de enero de 2022 Jeremiah Robert Duggar anunció su compromiso con Hannah Marlys Wissmann - nacida el 23 de junio de 1995, tres meses después de anunciar su cortejo. Wissmann es hija de Loren y Gloria Wissmann y proviene de una familia fundamentalista. Tiene un total de doce hermanos.
Se casaron el 26 de marzo de 2022 en Nebraska. Los Duggar viven en Springdale, Arkansas.
Tienen tres hijas: Brynley Noelle, Brielle Grace y Emery Jane.
|   | Nombre                | Fecha de nacimiento              |
| - | --------------------- | -------------------------------- |
| 1 | Brynley Noelle Duggar | 25 de diciembre de 2022 (2 años) |
| 2 | Brielle Grace Duggar  | 19 de febrero de 2024 (1 años)   |
| 3 | Emery Jane Duggar     | 13 de mayo de 2025 (0 años)      |

### La familia de Jason
El 30 de agosto de 2024 Jason Michael Duggar anunció su compromiso con Madison Grace Jones - nacida el 9 de octubre de 2003; hija de Stuart y Crystal Jones; hermana mayor de Camden.
La pareja se casó el 3 de octubre de 2024 en The Estate en Sweetwater Creek en Newport, Tennessee delante de trescientos invitados.

### La familia de Justin
En noviembre de 2020 la familia Duggar anunció que Justin Samuel Duggar estaba comprometido con Claire Yvonne Spivey - nacida el 27 de febrero de 2001; hija de Robert Spivey Jr. y Hilary Atherton; hermana mayor de Robert, Paige, Wyatt, Taylor y Carson.
El 26 de febrero de 2021 la pareja se casó en Texas. Los Duggar viven en Fort Worth, Texas.

## Apariciones de invitados

### Miembros de la familia
| Nombre                                | Relación           | Notas |
| ------------------------------------- | ------------------ | --- |
| James Lee "JL" Duggar                 | Padre de Jim Bob   | 1936–2009. |
| Mary Leona Duggar (nacida Lester)     | Madre de Jim Bob   | 1941-2019. |
| Garrett Floyde Ruark                  | Padre de Michelle  | 1924–2010. Apareció en 1 episodio. |
| Deanna Lee Duggar (ex Jordan)         | Hermana de Jim Bob | Aparece en tres episodios de la segunda temporada. |
| Amy Rachelle King (nacida Duggar)     | Sobrina de Jim Bob | 30 de septiembre de 1986 (38 años). Es la única hija de Deanna Duggar y su expareja, Terry Jordan. Aparece en múltiples episodios. Está casada con Dillon King. Su hijo, Daxton Ryan King, nació el 9 de octubre de 2019. |
| Priscilla Lynn Waller (nacida Keller) | Hermana de Anna    | 3 de julio de 1986 (39 años). Se hospedó en casa de los Duggar a finales de 2010 para ayudar con los niños pequeños de la familia. Está casada con David Waller con el que tiene dos hijos, Paul y Davia.                 |
| Susanna "Suze" Grace Keller           | Hermana de Anna    | 29 de mayo de 1992 (33 años). Ha aparecido en varios episodios de la serie. Fue dama de honor en la boda de Josh y Anna.                                                                                                  |

### Ajenos a la familia

#### Familia Bates
Los invitados más recurrentes (aparte de los parientes) han sido la familia Bates de Rocky Top, Tennessee. Por su similitud con los Duggar (tienen también 19 hijos), son amigos íntimos. En 2012, hubo un spin-off de la serie presentando a la familia Bates en TLC, llamado United Bates of America, el cual duró ocho episodios. El 1 de enero de 2015, la familia regresó a la televisión con una nueva serie titulada Bringing Up Bates en Up TV.

#### Otros invitados destacables
- Kirk Cameron – dos episodios (en las temporadas 2 y 6)
- Bethany Hamilton (surfista profesional) - temporadas 5 y 6
- Dan Harris de Good Morning America – temporada 7, episodio 12
- Dolly Parton – dos episodios en la temporada 3
- Charles Stanley (pastor) – temporada 6, episodio 3
- Meredith Vieira de The Today Show
- Steve Conley (antiguo jugador de la NFL) – entrenador personal de Jim y Josh durante cuatro episodios de la temporada 7, más una visita sorpresa en el episodio 5 de la temporada 9
- Walker Hayes – cantante/cantautor de la canción de proposición de matrimonio para Jill y Derick en la temporada 8, episodio 12
- Erica Hill – NBC News presentadora aparece en la temporada 10, episodio 22